# Далэльвен

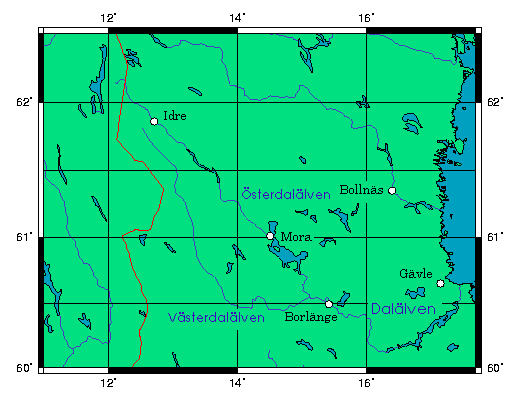

Да́лэльвен, Даль-Э́львен, Далельвен (швед. Dalälven) — река в центральной Швеции. Протекает по территории ленов Даларна, Евлеборг и Уппсала, а также по границе лена Вестманланд. Впадает в Ботнический залив Балтийского моря.
Далэльвен образуется слиянием рек Эстердалэльвен и Вестердалэльвен около деревни Юрос, имеющими практически одинаковую длину (около 300 км), длина собственно Далэльвена составляет около 220 км, площадь водосборного бассейна — 28 953,8 км².
Течёт на восток. Протекает через город Бурленге, в котором сооружена гидроэлектростанция. Берега реки преимущественно крутые и высокие. В нижнем течении на реке расположено несколько озёр. Река Далэльвен является судоходной на протяжении 10 км от устья.